# Platymiscium diadelphum
Platymiscium diadelphum är en ärtväxtart som beskrevs av Sidney Fay Blake. Platymiscium diadelphum ingår i släktet Platymiscium och familjen ärtväxter. Inga underarter finns listade i Catalogue of Life.